# 棚方站
棚方站（日语：／ Tanagata eki */?）是位於長崎縣佐世保市棚方町，松浦鐵道的西九州線車站。

## 歷史
- 1989年（平成元年）3月11日 - 車站啟用[1]。

## 車站構造
車站是一座地面車站，設有1面1線的單式月台。此站是無人車站，沒有車站大樓，只有候車室。

## 使用狀況
在2018年度，1日平均上落車人次為184人。在2005年度，1日平均上落車人次為264人。

## 車站周邊
從車站向舊縣道前往山一方的高地設有住宅區，當地居在的中學和高校生上學時會使用此站。
- 長崎縣道139號佐世保鹿町線（日语：長崎県道139号佐世保鹿町線）
- 九州電力相浦發電所（日语：相浦発電所）
- 相浦第一新城
- 相浦第二新城
- 藤見台
- 綠町
- 西心寺

## 相鄰車站
松浦鐵道
西九州線
快速
小浦－棚方－相浦
普通
真申－棚方－相浦

## 注腳
1. ↑  鈴木文彥. . 鐵道雜誌 (鐵道雜誌社). 2012-8, 46 (8): 106–111 （日语）.
2. ↑  佐世保市統計書
3. ↑  長崎縣統計年鑑

## 外部連結
- 棚方站時間表 （页面存档备份，存于）（日語） - 松浦鐵道